# Jesús Valiente
Jesús Valiente (Valera, 28 agosto 1974) è un ex calciatore venezuelano, di ruolo centrocampista.